# Špilje Ellore
Špilje Ellore (marathi: वेरूळ) čini 34 monumentalna špiljska hrama isklesana u stijenama oko 30 km od grada Aurangabada u indijskog državi Maharashtra. Dali su ih izgraditi vladari Rashtrakuta od 5. do 12. stoljeća u gotovo vertikalnim liticama brda Charanandri. Od 34 hrama, koji predstavljaju utjelovljenje arhitekture indijskih špiljskih hramova, njih 12 su budistički (špilje 1. – 12.), 17 hinduistički (13. – 27.) i 5. džainistička hrama, što govori o suživotu i toleranciji ovih religija u srednjovjekovnoj Indiji. Zato su 1983. godine upisani na UNESCO-ov popis mjesta svjetske baštine u Aziji i Oceaniji.
Drži se da su budistički špiljski hramovi najstariji u Ellori, isklesani u dvije faze: prva u 5. i 6. stoljeću (1. – 5.), i druga (6. – 12.) u 7. i 8. stoljeću. No sada neki znanstvenici pretpostavljaju kako su neke hindusitičke špilje (14., 17., 19., 20., 21., i od 26. – 29.) starije od ovih hramova.
Budistički hramovi su uglavnom vihare (veliki višećelijski samostani uklesani u litice). U nekima se nalaze isklesane skulpture Bude, Bodisatvi i svetaca, a ponegdje su se klesari potrudili na kamenu imitirati izgled drveta. Najslavnija špilja je br. 10., poznata i kao Vishvakarma. Ona ima višekatni portal iza kojeg je stupa u obliku katedralne dvorane čiji je svod isklesan da izgleda poput drvenih greda, a u središtu je 5 metara visoka skulptura Bude kako propovijeda.
Za vrijeme Chalukya (Kalachuri) i Rashtrakuta vladara (oko 550. – 750.), brahmanizam je ponovno ojačao u ovom području i oni su dali isklesati hindusitičke hramove. Neki od njih su toliko raskošni i kompleksni da je trebalo više generacija klesara kako bi se završili, između ostalog i raskošni Kailasha hram (725. – 55.) koji je potpuno isklesan iz stijene i duplo veći od Partenona na Atenskoj akropoli.
Posljednje razdoblje izgradnje hramova bilo je u 10. stoljeću kada su lokalni vladari prešli sa šaivizma (hinduizam posvećen Šivi) na digambara džainizam.
Ovi hramovi odražavaju jainistički asketizam, te su manjih dimenzija, ali raskošno isklesani poput starijih većih hramova budista i hinduista. Svaki od njih je imao originalne zidne slike na svojim svodovima, do kojih su ostali samo tragovi boje.
- Unutrašnjost Vishvakarma hrama (10.)
- Prilaz Kailash hramu
- Slap pored hrama
- Džainističke špilje
- Svetište špilje 32.

## Poveznice
- Indijska umjetnost
- Indijski hram
- Špilje Elephante
- Špiljski hramovi Ajante

## Vanjske poveznice
- ELLORA.ind.in  Arhivirana inačica izvorne stranice od 28. srpnja 2013. (Wayback Machine) (engl.)
- Video špilja na portalu MTDC  Arhivirana inačica izvorne stranice od 27. ožujka 2008. (Wayback Machine)
- Izložba umjentina iz špilja Ellore  Arhivirana inačica izvorne stranice od 10. prosinca 2007. (Wayback Machine) (engl.)